# Robert Bosisio
Robert Bosisio (Trodena nel parco naturale, 1963) è un artista italiano.
Nelle sue opere Robert Bosisio usa il mezzo pittorico per sviluppare una ricerca sul colore, sulla percezione interiore dello spazio e degli oggetti e sugli effetti atmosferici. Le sue tele rappresentano nature morte, interni, paesaggi in cui i contorni sono sfumati e sfuocati. Secondo Uwe Haupenthal lo sfumato di Bosisio "genera uno spazio diffuso autoriflessivo che non lascia spazio alla nozione del movimento realizzato attraverso l'illusione." Nel corso degli anni la pittura di Bosisio si è evoluta verso una maggiore dissoluzione della forma. Il regista tedesco Wim Wenders ha scritto "Robert Bosisio ti fa vedere e ravvisare (ancora), che la pittura può sempre trascendere la superficie delle cose, pure nel XXI secolo."

## Mostre
Robert Bosisio ha tenuto mostre personali al Tiroler Kunstpavilion di Innsbruck nel 1994; alla Galleria Civica di Lienz nel 2003; alla Galleria Art of this Century, New York e al Kunstverein Bruckmühl di Monaco di Baviera nel 2006; alla Galleria civica Giovanni Segantini di Arco e alla Galleria Goethe di Bolzano nel 2007; al museo Rabalderhaus Schwaz nel 2013 e al Museum Art Center Hugo Voeten di Anversa nel 2014. Tra le sue partecipazioni a mostre collettive, da segnalare "Image to be projected until it vanishes" al Museion di Bolzano nel 2011, la partecipazione lo stesso anno al Padiglione Italia della Biennale d'arte di Venezia.